# Бърмейн Стивърн
Бърмейн Стивърн (роден на 1 ноември 1978 година) е хаитянско-канадски аматьорски и професионален боксьор, държал WBC титлата в тежка категория от 2014 до 2015 г.

## Аматьорска кариера
Стивърн започва да се боксира на 19-годишна възраст. Като аматьор печели сребърен медал в супер тежката категория на Националните първенства 2005, както и бронз през 2003 и 2004 г. В международен конкурс побеждава Робърт Хелениус (по точки) и Дейвид Прайс (чрез нокаут).
Общият му аматьорски резултат е 49 победи и 10 загуби. Стивърн коментира за отсъствието си от Олимпийските игри: „В квалификационния турнир в Мексико срещнах мексикански боец в полуфиналите и ме ограбиха. Свалих го 3 пъти в нокдаун, но все пак му дадоха решението и мястото в олимпиадата.“ Този боксьор е мексиканският американец Джордж Гарсия.

## Титли и успехи
- WBC Тежка Категория шампион (1 път)
- WBC Сребърен Тежка Категория шампион (1 път)
- WBC Интернационален Тежка Категория шампион (1 път)
- WBC-USNBC Тежка Категория шампион (1 път)
- WBA Феделатин Тежка Категория шампион (1 път)